# Rémy Descamps
Rémy Descamps (* 25. Juni 1996 in Marcq-en-Barœul) ist ein französischer Fußballtorwart, der aktuell bei Olympique Lyon in der Ligue 1 unter Vertrag steht.

## Karriere

### Verein
Descamps begann seine fußballerische Ausbildung bei Verlinghem Football, wo er von Juli bis Oktober 2002 spielte. Anschließend wechselte er zum OSC Lille in die Jugend. Nach acht Jahren dort ging er zu Tarbes Pyrénées Football, einem kleineren Verein im Süden Frankreich. Im Jahr 2011 wechselte er in die Jugendabteilung von Clermont Foot und wiederum zwei Jahre später in die Jugendakademie von Paris Saint-Germain. In der Saison 2013/14 spielte er dort bereits zweimal in der UEFA Youth League für die U19-Mannschaft und stand schon bei der zweiten Mannschaft in der National 2 im Kader. In der Folgespielzeit war er Stammspieler bei der U19 und stand in allen sechs Gruppenspielen der Youth League auf dem Feld. Auch 2015/16 war dies so und Descamps spielte neun von zehn Spielen bis ins Finale, das an den FC Chelsea verloren ging. Auch in der zweiten Mannschaft hatte er sich mit 20 Einsätzen zum Stammspieler gespielt. Daraufhin unterschrieb er im Mai 2016 seinen ersten Profivertrag bei PSG. In der Saison 2016/17 spielte er dort weiterhin dauerhaft und saß auch schon in der Ligue 1 bei den Profis auf der Bank, mit denen er als Bankspieler Vizemeister wurde und den Pokal gewann. In der Spielzeit 2017/18 stand Descamps bis zur Winterpause einmal im Kader der Profimannschaft und spielte weiterhin einige Spiele für die Reservemannschaft. Im Januar 2018 wurde er dann an den Zweitligisten FC Tours verliehen. Am 12. Januar 2018 (20. Spieltag) kam er bei Tours dann zu seinem Profidebüt gegen einen seiner Ausbildungvereine, bei einem 0:0-Unentschieden gegen Clermont Foot. Insgesamt spielte er alle 19 Ligaspiele bis zum Saisonende, legte ein Tor vor, konnte den FC Tours jedoch nicht vor dem Abstieg in die National retten. Während seiner Abwesenheit wurde PSG zudem Ligameister, worin er noch kurz vor seiner Leihe nach Tours auf der Bank saß. Nach Verlängerung seines Vertrages in Paris wechselte er für die gesamte Saison 2018/19 dann auf Leihbasis erneut in die Ligue 2, zu seinem Exverein Clermont Foot. Auch hier war er Stammkraft im Tor und stand in 28 Ligapartien zwischen den Pfosten, wobei er zwölfmal ohne Gegentor blieb und nur 27 Gegentore kassierte.
Nach seiner Rückkehr verließ er die Hauptstädter jedoch für knapp unter einer Million Euro und schloss sich dem belgischen Erstligisten Sporting Charleroi an. Dort sollte er Rémy Riou ersetzen, der zu SM Caen gewechselt hatte, bekam aber als zweiter Torhüter hinter Nicolas Penneteau keinen Einsatz in der gesamten Saison 2019/20. Gegen den SK Beveren bekam er jedoch am nachegholten zehnten Spieltag der nächsten Spielzeit die Chance und gab somit sein Debüt für die Zebras. Nach öfteren Wechsel des Torwarts erkämpfte sich Descamps in der Schlussphase der Saison den Stammplatz und kam auf 14 Saisoneinsätze in der Meisterschaft.
Dennoch verließ er den Verein, um nach Frankreich zurückzukehren und sich dem FC Nantes anzuschließen. Auch hier war er jedoch in der Saison 2021/22 nur zweite, teilweise dritte Wahl hinter Alban Lafont und Denis Petric und bekam keinen Einsatz in der Liga. In der Coupe de France durfte er jedoch jedes Spiel, bis auf das Finale, spielen und Nantes konnte auch dank seiner Paraden in zwei Elfmeterschießen im Verlauf des Wettbewerbs den Pokal gewinnen. Am 30. Oktober 2022 (13. Spieltag) debütierte Descamps schließlich für die Kanarienvögel in der höchsten französischen Spielklasse, als man 1:1 unentschieden gegen Clermont Foot spielte.
Im Sommer 2024 wechselte Descamps zum Ligakonkurrenten Olympique Lyon.

### Nationalmannschaft
Im März 2019 stand Descamps in zwei Freundschaftsspielen für die französische U21-Nationalmannschaft im Kader, wurde jedoch nicht eingewechselt.

## Erfolge
Paris Saint-Germain U19
- Finalist der UEFA Youth League: 2016[4]

Paris Saint-Germain
- Französischer Meister: 2018[22]
  - Vizemeister: 2017[23]
- Französischer Pokalsieger: 2017

FC Nantes
- Französischer Pokalsieger: 2022[18]